# Reakcja pogańska (album)
Reakcja pogańska – pierwszy album studyjny polskiego zespołu muzycznego Percival Schuttenbach. Muzykę nagrano w RedBaron Studio w maju-lipcu 2009. Zawiera on pieśni ludowe w aranżacji metalowej oraz własne piosenki zespołu. W albumie zostały zmieszane dźwięki instrumentów elektrycznych i folkowych, a także dźwięki brzmień elektronicznych, które urozmaiciły całość i nadały kierunek zespołu.

## Lista utworów
Opracowano na podstawie materiału źródłowego
1. Gdy rozum śpi
2. Rosa
3. Pani Pana
4. Pocałunek
5. Aziareczka
6. Jadą konie
7. Lazare
8. Reakcja pogańska
9. Oj dido
10. Satanismus
11. Pasła